# 가만한 나날
《가만한 나날》은 김세희가 2018년 펴낸 소설집이다. 젊은작가상 수상작인 표제작 〈가만한 나날〉을 비롯해 8편의 단편이 수록되어 있다.

## 수록 작품
- 그건 정말로 슬픈 일일 거야
- 현기증
- 가만한 나날
- 드림팀
- 우리가 물나들이에 갔을 때
- 얕은 잠
- 감정 연습
- 말과 키스